# Carlos Atanes
Carlos Atanes, né le 8 novembre 1971 à Barcelone, est un cinéaste, dramaturge et écrivain espagnol. Il est membre de The Film-Makers' Cooperative, fondée par Jonas Mekas, Shirley Clarke, Ken Jacobs, Flo Jacobs, Andy Warhol, et Jack Smith.

## Biographie
Dès 1987 il a écrit et réalisé nombreuses œuvres appartenant différents genres et en divers formats : du Hi-8 au 35 mm. Son court métrage de fiction The Marvellous World of the Cucu Bird (Le merveilleux monde de l’Oiseau Cucu, 1991) a été suivi par d'autres films comme El Tenor Mental (Le Ténor Mental, 1993) et Borneo (1997), d'un caractère très expérimental. Ses productions de fiction — La Metamorfosis de Franz Kafka (1993), Morfing (1995), Metaminds & Metabodies (1995-1999) ou Welcome to Spain (1999) — témoignent de sa vision personnelle du cinéma et de la réalité (un style qui éveille autant d'adhésion que d'aversion). Réalisateur prolifique, Atanes a également une posture militante : il revendique la production indépendante, les films numériques et le genre de la science-fiction (ce qui est inhabituel dans le cinéma espagnol).
En 2003, il a commencé le tournage d’une sorte de « work in progress » sur le fameux magicien anglais Aleister Crowley. Le résultat a été le moyen métrage Perdurabo, la première partie du long métrage sur ce personnage qu'Atanes a repris en 2008.
FAQ: Frequently Asked Questions (2004), est le premier long métrage de Carlos Atanes, il s’agit d’une production avec un budget très limité, qui appartient à la tradition des dystopies. À travers des images inusuelles, le réalisateur nous présente une société matriarcale contrôlant une France totalitaire. En 2005, le film a gagné le Prix du meilleur long métrage au International Panorama of Independent Filmmakers (Grèce) et il a été aussi nommé au Méliès d’Argent de Fantasporto 2006 (Portugal). Le film sera distribué internationalement par la société américaine SRS Cinema à partir d'octobre 2005.
Avec son deuxième long-métrage Próxima, Carlos Atanes revient sur le genre de la science-fiction, mais avec une approche plus personnelle encore. Il est devenu le réalisateur espagnol qui a le plus travaillé ce genre[réf. nécessaire].
Codex Atanicus s’agit d’une recompilation des courts métrages qu’Atanes a tourné entre 1995 et 1999 et qui ont comme élément commun et fondamentaux le « bizarre ». Dans le Codex on retrouve les traits habituels au ce qui est bizarre, expérimental, sensuel… et il est en train de devenir une œuvre culte grâce aux commentaires et articles, vraiment enthousiastes, qu’ont écrits les critiques de films américains indépendants[réf. nécessaire].
En plus de son travail de scénariste et de dramaturge, Carlos Atanes a publié des livres et des essais sur les questions culturelles, le cinéma et la magie du Chaos.
En 2023 il organise un projet de film à sketches nommé Alter Ego Film Project avec les artistes Cléa Van Der Grijn, Daniel Zander, Tristan Dartois et Anna Schnabel.

## Œuvre cinématographique
Longs métrages
- 2023 : Alter Ego Film Project (film à sketches)
- 2012 : Gallino, the Chicken System
- 2010 : Maximum Shame
- 2007 : Próxima
- 2004 : FAQ: Frequently Asked Questions
- 2003 : Perdurabo (Where is Aleister Crowley?)

Courts métrages, documentaires et autres
- 2023 : Autofocus
- 2017 : Romance bizarro
- 2008 : Scream Queen
- 2007 : Codex Atanicus (anthologie)
- 2007 : Made in PROXIMA
- 2000 : Cyberspace Under Control
- 1999 : Welcome to Spain
- 1998 : Die Sieben Hügel Rom's
- 1997 : Borneo
- 1996 : Morfing
- 1995 : Metaminds & Metabodies
- 1995 : Triptico (long métrage inachevé)
- 1993 : The Metamorphosis of Franz Kafka (d'après le roman de Franz Kafka)
- 1993 : El Tenor Mental
- 1992 : El Parc, (d'après la pièce de Botho Strauss)
- 1991 : Els Peixos Argentats a la Peixera, (d'après la poésie scénique de Joan Brossa)
- 1991 : The Marvellous World of the Cucu Bird
- 1991 : Romanzio in il sècolo ventuno
- 1990 : Morir de calor
- 1990 : Le descente à l'enfer d'un poète
- 1989 : La Ira

## Œuvre dramatique
- 2021 : Rey de Marte, Las Palmas de Grande Canarie
- 2021 : Báthory, Madrid
- 2019 : Antimateria, El Sauzal (Tenerife)
- 2018 : Amaya Galeote's La incapacidad de exprimirte, Madrid
- 2018 : La línea del horizonte, Madrid
- 2015 : Un genio olvidado (Un rato en la vida de Charles Howard Hinton), Madrid
- 2014 : La quinta estación del puto Vivaldi, Madrid
- 2014 : Los ciclos atánicos, Madrid
- 2013 : El triunfo de la mediocridad, Madrid
- 2013 : Secretitos, Madrid
- 2011 : El hombre de la pistola de nata, Madrid
- 2011 : La cobra en la cesta de mimbre, Madrid

Pièces courtes
- 2019 : ¿Hasta cuándo estáis?, Madrid
- 2019 : A Praga y vámonos, Madrid
- 2018 : Chéjov bajo cero, Málaga
- 2017 : Sexo y tortilla, Madrid
- 2017 : Pasión mostrenca[3], Madrid
- 2016 : La abuela de Frankenstein, Madrid
- 2016 : Love is in the box, Madrid
- 2015 : Caminando por el valle inquietante, Madrid
- 2015 : Santos varones, Madrid
- 2015 : Porno emocional, Madrid
- 2014 : El grifo de 5.000.000 euros, Madrid
- 2014 : El vello público, Madrid
- 2013 : Necrofilia fina, Madrid
- 2013 : Romance bizarro, Madrid
- 2012 : La lluvia, Madrid
- 2012 : La depredadora, (Leganés, Madrid)

### Œuvres publiées par Carlos Atanes
- (es) Los Trabajos del Director: En la cocina del cine (muy) independiente (essai), Ed. CreateSpace, 2007  (ISBN 978-1-4348-1870-6)
- (es) El Hombre de la Pistola de Nata (oeuvre de théatre) 2003, Ed. CreateSpace, 2007  (ISBN 978-1-4348-1903-1)
- (es) Confutatis Maledictis (roman), 2002, Ed. CreateSpace, 2007  (ISBN 978-1-4348-1901-7)
- (es) La Cobra en la Cesta de Mimbre (oeuvre de théatre), 2002, Ed. CreateSpace, 2007  (ISBN 978-1-4348-1902-4)
- (es) Combustión espontánea de un jurado (roman), 2001, Ed. CreateSpace, 2012  (ISBN 978-1-4752-4148-8)
- (an) Aleister Crowley in the Mouth of Hell: The screenplay never filmed (scénario), Ed. CreateSpace, 2013  (ISBN 1482599554)
- (es) Un genio olvidado (Un rato en la vida de Charles Howard Hinton) (oeuvre de théatre), Ed. CreateSpace, 2017  (ISBN 1546636897)
- (es) Demos lo que sobre a los perros, (essai), Ed. CreateSpace, 2018  (ISBN 978-1721253517)
- (es) Magia del Caos para escépticos, (essai), Ed. Dilatando Mentes, 2018  (ISBN 978-8494911347)
- (es) Filmar los sueños, (essai), Ed. Trama Editorial / Solaris Textos de Cine, 2021  (ISBN 978-84-123896-8-5)
- (de) Querida - Vom Leid und der Selbstermächtigung einer Puppe (roman illustré par Jan van Rijn), Kraut & rubies publishing, 2024  (ISBN 978-3-9826372-0-4)
- (an) Querida - The Sufferings and Self Empowerment of a Doll (roman illustré par Jan van Rijn), Kraut & rubies publishing, 2024  (ISBN 978-3-9826372-1-1)
- (es) Querida - De los sufrimientos y el empoderamiento de una muñeca (roman illustré par Jan van Rijn), Kraut & rubies publishing, 2024  (ISBN 978-3-9826372-2-8)
- (es) Antimateria, (oeuvre de théatre), Ediciones Antígona, 2024  (ISBN 978-84-10060-21-0)
- (it) Magia del caos per scettici, (essai), Venexia Editrice, 2024  (ISBN 978-8899863982)
- (es) Perplejidad (Aleister Crowley en la Boca del Infierno), (roman), Ed. Dilatando Mentes, 2024  (ISBN 978-84-128410-7-7)

Ouvrages collectifs
- (es) La Bestia en la pantalla. Aleister Crowley y el cine fantástico (plusieurs auteurs), Ed. E.P.E. Donostia Kultura, 2010, (ISBN 9788489668843)
- (an + es) In the Woods & on the Heath (Livre artistique illustré par Jan van Rijn), Kraut & rubies publishing, 2016
- (es) De Arrebato a Zulueta (plusieurs auteurs), Ed. Trama Editorial / Solaris Textos de Cine 2019  (ISBN 978-8412049312)
- (es) Space Fiction: Visiones de lo cósmico en la ciencia ficción (plusieurs auteurs), Ed. Cinestesia, 2020  (ISBN 978-8412049664)
- (es) Eyes Wide Shut (plusieurs auteurs), Ed. Trama Editorial / Solaris Textos de Cine 2020  (ISBN 978-8412187465)
- (es) Cine que hoy no se podría rodar (plusieurs auteurs), Ed. Trama Editorial / Solaris Textos de Cine 2020  (ISBN 978-8412271607)
- (es) La invasión de los ultracuerpos, de Philip Kaufman (plusieurs auteurs), Ed. Trama Editorial / Solaris Textos de Cine 2021  (ISBN 978-8412049374)
- (es) Monstruos (plusieurs auteurs), Ed. Trama Editorial / Solaris Textos de Cine 2022  (ISBN 978-84-18941-61-0)
- (an) Querida - A Doll's Tale of Misery and Liberation (Plusieurs auteurs. Livre artistique illustré par Jan van Rijn), Kraut & rubies publishing, 2022

## Récompenses et nominations
- International Panorama of Independent Filmmakers 2005, Athènes (Grèce) : Prix du meilleur long métrage[1].
- Fantasporto 2006, Porto (Portugal) : nommé pour le Méliès d'Argent[2].
- Kuala Lumpur International Film Academy Awards 2025, Kuala Lumpur (Malaisie)